# پل سن لوئیس ری (فیلم ۱۹۲۹)
پل سن لوئیس ری (انگلیسی: The Bridge of San Luis Rey) یک فیلم درام به کارگردانی چارلز برابین است بر پایهٔ رمانی به همین نام اثر تورنتون وایلدر ساخته و در سال ۱۹۲۹ منتشر شد.
این فیلم در دو نسخهٔ «صامت» و «نیمه ناطق» ساخته شد که تنها نسخهٔ صامت آن باقی‌مانده و در موزهٔ عکاسی جورج ایستمن حفظ می‌شود.
پل سن لوئیس ری در سال ۱۹۲۹ و در دومین دورهٔ جوایز اسکار، برندهٔ «جایزه اسکار بهترین کارگردانی هنری» (طراحی تولید) گردید.

## بازیگران
- دانکن رنالدو
- لی‌لی دامیتا
- هنری بی. والتهال
- یوجینی بسرر
- جین ونتون
- تالی مارشال
- راکل تورِز
- ارنست تورنس
- میچل لوئیز
- امیلی فیتزروی
- دان آلوارادو
- ماریان اینسلی